# Casa de l'Aigua (metropolitana di Barcellona)
Casa de l'Aigua è una stazione della linea 11 della metropolitana di Barcellona, è entrata in servizio nel 2003 con l'inaugurazione della linea da Trinitat Nova a Can Cuias.
È una stazione sotterranea situata nel distretto Nou Barris di Barcellona a lato della calle Aiguablava, alla fine dei depositi delle linee L4 ed L11, (infatti dalle banchine si vedono alcuni binari di parcheggio).

## Accessi
- Carrer Aiguablava